# 5 december
5 december is de 339ste dag van het jaar (340ste in een schrikkeljaar) in de gregoriaanse kalender. Hierna volgen nog 26 dagen tot het einde van het jaar.

## Gebeurtenissen
- Algemeen
  - 1945 - Vijf Amerikaanse TBF Avenger bommenwerpers verdwijnen op mysterieuze wijze tijdens een routine-trainingsmissie in de Bermudadriehoek. Tijdens een reddingsoperatie om ze terug te vinden, verdwijnen nog eens zes vliegtuigen en 27 mensen.
  - 2012 - Het roll-on-roll-offschip Baltic Ace en het containerschip Corvus J komen in aanvaring. Elf opvarenden komen om.
  - 2012 - Een vliegtuig met een medisch team stort neer in Zuid-Afrika. Door de crash komen elf mensen om het leven. De medici zouden volgens media onderweg zijn geweest naar de 94-jarige Nelson Mandela voor een routine-onderzoek.
  - 2021 - Op het strand van Westkapelle in Zeeland is een zeeschildpad aangespoeld hetgeen volgens Dierenambulance Zeeland bijzonder is omdat de dieren niet in de Noordzee leven. Het gewonde dier is overgebracht naar Reptielenzoo Iguana in Vlissingen om te herstellen.[1][2]
  - 2022 - Voor het hof van assisen in Brussel begint het strafproces tegen 10 verdachten van de terroristische aanslagen op 22 maart 2016 op Brussels Airport en in de Brusselse metro.[3]
  - 2023 - In Hoek van Holland (Nederland) treft de Koninklijke Marechaussee 47 vreemdelingen aan in een vrachtwagen die op het punt stond om met de veerboot naar het Verenigd Koninkrijk te gaan. De chauffeur wordt aangehouden.[4]
- Kunst en cultuur
  - 1830 - De Symphonie fantastique van Hector Berlioz wordt voor het eerst uitgevoerd in het conservatorium van Parijs.[5]
  - 2003 - Coldplay zanger Chris Martin trouwt met Gwyneth Paltrow.[6]
- Media
  - 1952 - De eerste keer dat Sinterklaas op de Nederlandse televisie wordt ontvangen. Presentatrice is Mies Bouwman die deze taak vervult tot 1973.[5]
  - 1974 - De 45e en laatste aflevering van Monty Python's Flying Circus wordt uitgezonden op de Britse televisie.[6]
  - 1980 - De eerste editie van het muziek- en zangprogramma Kinderen voor Kinderen wordt uitgezonden door VARA.[7]
  - 1989 - De directie van de Nederlandse Dagblad Unie benoemt Ben Knapen tot hoofdredacteur van NRC Handelsblad, waar hij op 1 januari aantreedt als opvolger van Wout Woltz.
  - 2018 - Anderhalf miljoen kijkers voor Sint & Paul pakken uit!. Bij Paul de Leeuw kwamen de Sint (Hans Kesting) en de voormalige Sint (Bram van der Vlugt) tegelijkertijd op het podium.
- Politiek
  - 63 v.Chr. - Op 5 december 63v Chr. werd er een senaatszitting gehouden in verband met de samenzwering van Catilina (De Catilinae coniuratione, geschreven door C. Sallustius Crispus).
  - 771 - Door de vroegtijdige dood van zijn broer Carloman I wordt Karel de Grote koning van het gehele Frankische koninkrijk.[5]
  - 1798 - Einde van de Boerenkrijg bij Hasselt in het Bataafse departement Beneden-Maas; de opstand tegen de invoering van de algemene dienstplicht onder de Fransen is neergeslagen.[5]
  - 1920 - In Griekenland roept een referendum koning Constantijn I terug op de troon.[5]
  - 1931 - Christus-Verlosserkathedraal in Moskou wordt verwoest door een order van Jozef Stalin.
  - 1933 - Einde van de drooglegging in de Verenigde Staten.[5]
  - 1946 - New York wordt verkozen tot permanente zetel van de Verenigde Naties.[5]
  - 1957 - Zwarte Sinterklaas, de Nederlanders worden gesommeerd Indonesië te verlaten.
  - 1977 - Bophuthatswana is het tweede thuisland dat door Zuid-Afrika onafhankelijk verklaard wordt. Geen enkel ander land zal Bophuthatswana erkennen.
  - 1993 - Omar Bongo, de zittende president van de rijke Afrikaanse oliestaat Gabon, wint de eerste vrije presidentsverkiezingen en kan zijn 26 jaar oude bewind voortzetten.
  - 1999 - Boris Trajkovski is de nieuwe president van de republiek Macedonië. Hij behoort tot de centrumrechtse regeringspartij VMRO-DPMNE.
- Sport
  - 1999 - In het Franse Nice verslaat Australië Frankrijk met 2-3 in de finale van de Davis Cup.
  - 2020 - Ondanks goede resultaten wordt Arne Slot ontslagen als coach van AZ Alkmaar[8], hij zou gelonkt hebben naar een baan als coach bij Feyenoord. Precies een jaar later wint hij inderdaad als coach van Feyenoord met 6-1 en verovert de tweede plaats in de Eredivisie.
  - 2021 - Rusland pakt de Davis Cup voor de derde keer door in de finale de mannen van Kroatië te verslaan.[9]
- Wetenschap en technologie
  - 1492 - Christoffel Columbus ontdekt het eiland Hispaniola.[5]
  - 1845 - Aaron Allen vraagt octrooi aan op de klapstoel.[5]
  - 1935 - Het eerste door kunstmatige inseminatie verwekte kalf wordt in Elsloo geboren.
  - 2000 - Ontdekking van Dia, een maan van Jupiter, door Scott S. Sheppard, David C. Jewitt, Yange R. Fernandez, and Eugene Magnier met de 2,2 m reflector van het Mauna Kea-observatorium (Hawaï).[10]
  - 2014 - De Amerikaanse ruimtevaartorganisatie NASA lanceert met een Delta IV heavy raket voor de eerste keer het Orion ruimtevaartuig voor een onbemande missie om essentiële onderdelen van het ruimtevaartuig te kunnen testen.[11]
  - 2020 - Een capsule van de Japanse Hayabusa 2 ruimtesonde landt met materiaal van de planetoïde (162173) Ryugu in het Woomera Prohibited Area gebied in Zuid-Australië.[12]
  - 2022 - Start van de bouw van de Square Kilometer Array Observatory (SKAO) op twee locaties in Afrika en Australië na ruim 30 jaar voorbereiding. De verwachting is dat tegen het einde van dit decennium de grootste radiotelescoop ter wereld volledig gereed is.[13]
  - 2022 - De maan bedekt de planeet Uranus. Vanuit Nederland is het hele verschijnsel te zien, maar wel in de schemering.[14][15]
  - 2023 - Lancering van een Ceres-1 raket van Galactic Energy vanaf lanceerbasis Jiuquan voor de We Won’t Stop missie met de Tianyan-16 satelliet van Minospace en de Starpool-01A satelliet voor ELLISPACE. Dit zijn aardobservatiesatellieten en/of communicatiesatellieten.[16]
  - 2023 - Lancering met een Jielong-3 raket van China Aerospace Science Corporation (CASC) vanaf het Bo Run Jiu Zhou schip in de Chinese kustwateren van de SatNet test satellite missie met de gelijknamige satelliet die officieel wordt omschreven als een satelliet voor het demonstreren van satelliet-internet technologie. De satelliet moet deel gaan uitmaken van de SatNet constellatie.[17]

## Geboren

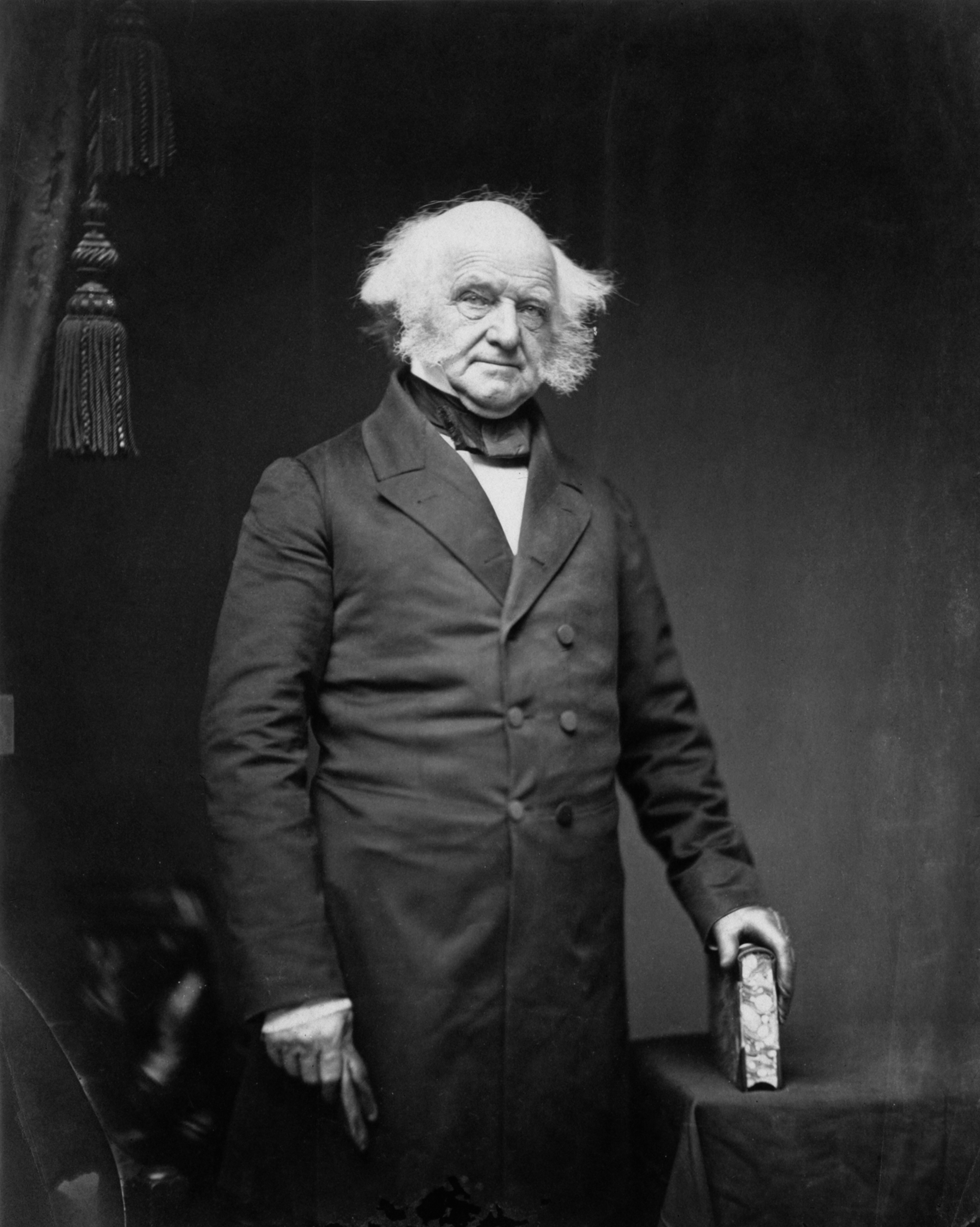
Martin Van Buren
geboren in 1782

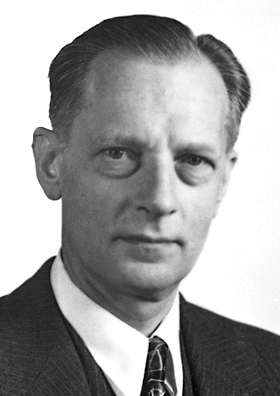
Carl Ferdinand Cori
geboren in 1896

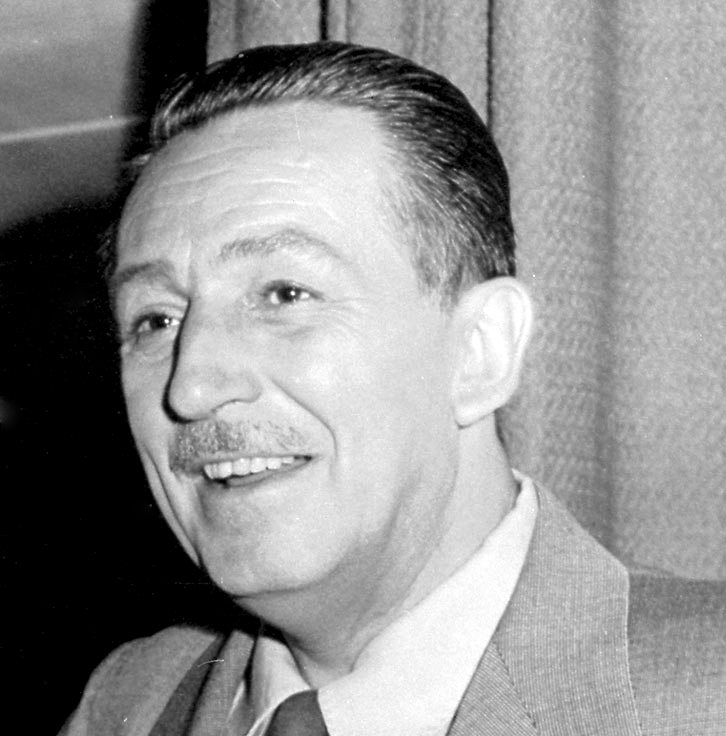
Walt Disney
geboren in 1901

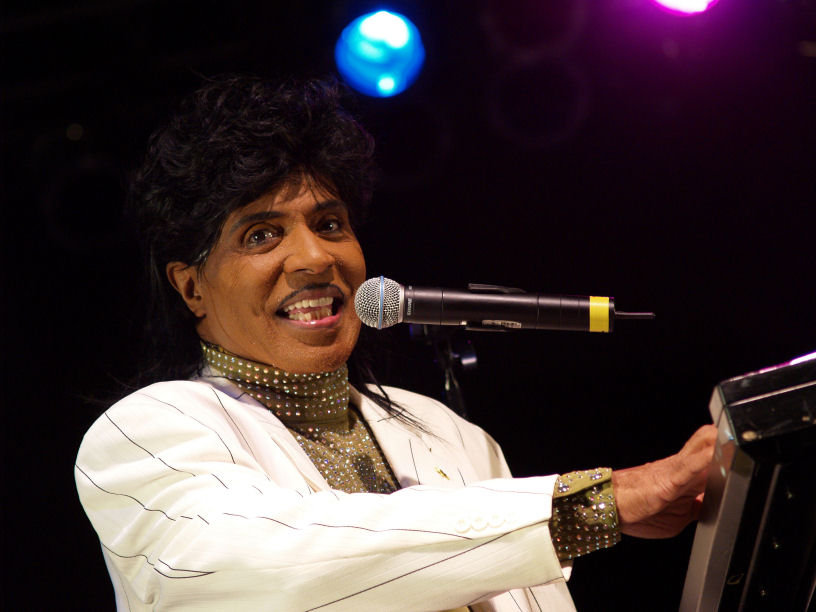
Little Richard
geboren in 1932

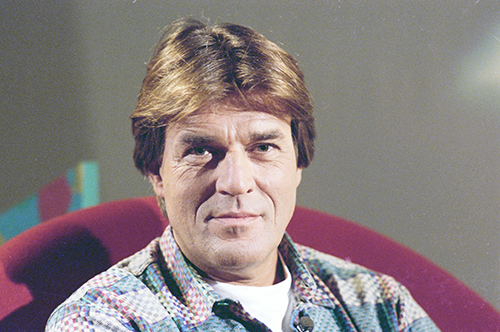
Jeroen Krabbé
geboren in 1944

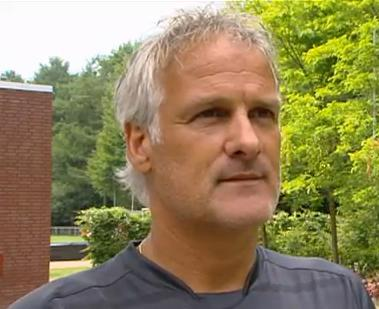
Fred Rutten
geboren in 1962

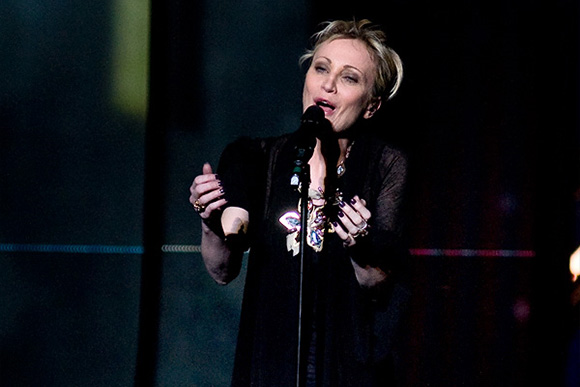
Patricia Kaas
geboren in 1966

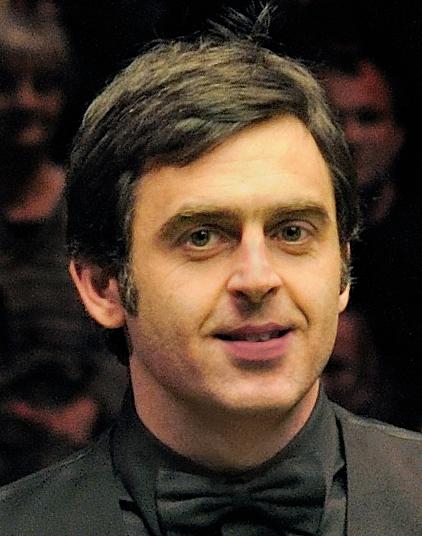
Ronnie O'Sullivan
geboren in 1975

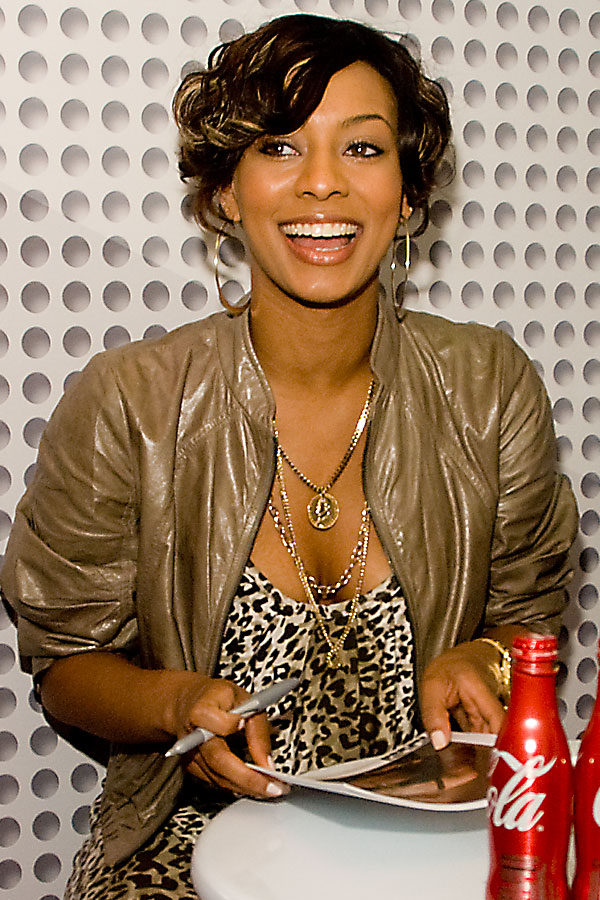
Keri Hilson
geboren in 1982

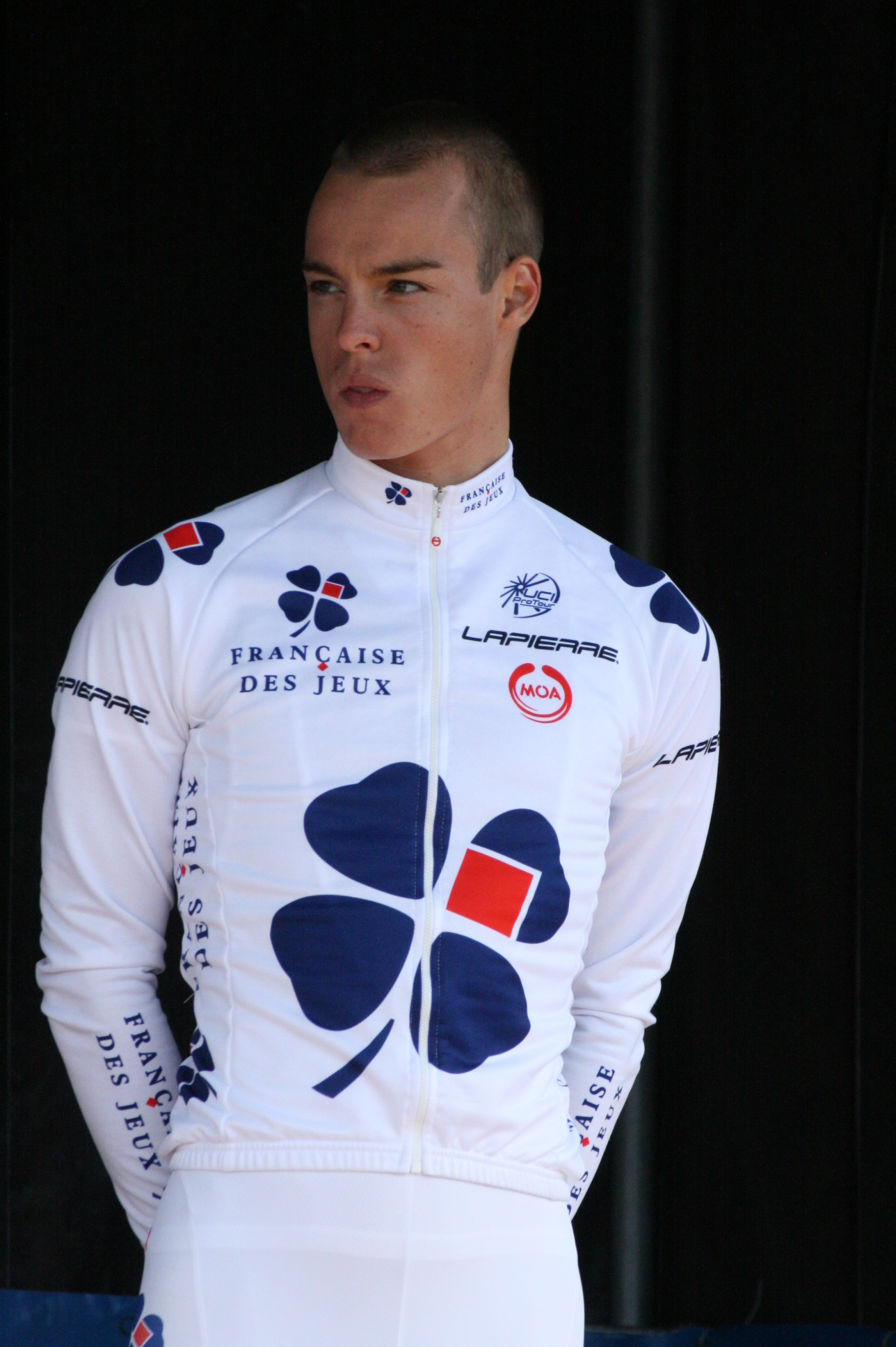
Gianni Meersman
geboren in 1985

- 852 - Houliang Taizu, keizer van China (overleden 912)
- 1377 - Jianwen, keizer van China (overleden 1402)
- 1443 - Giullio della Rovere, de latere Paus Julius II (overleden 1513)
- 1447 - Albrecht IV van Beieren, hertog van Beieren (overleden 1508)
- 1493 - Nicolaes Cleynaerts, Brabants humanist (overleden 1542)
- 1539 - Faustus Socinus, Italiaans theoloog (overleden 1604)
- 1547 - Ubbo Emmius, Nederlands historicus en hoogleraar (overleden 1625)
- 1671 - Jozef Clemens van Beieren, Duits bisschop (overleden 1723)
- 1687 - Francesco Geminiani, Italiaans violist (overleden 1762)
- 1770 - Guillaume De Smet, Belgisch geestelijke en theoloog (overleden 1849)
- 1782 - Martin Van Buren, achtste president van de Verenigde Staten (overleden 1862)
- 1830 - Christina Rossetti, Engels schrijfster (overleden 1894)
- 1836 - Vincenzo Vannutelli, Italiaans curiekardinaal (overleden 1930)
- 1839 - George Armstrong Custer, Amerikaans generaal (overleden 1876)
- 1863 - Paul Painlevé, Frans politicus (overleden 1933)
- 1867 - Józef Piłsudski, Pools maarschalk en staatsman (overleden 1935)
- 1870 - Vítězslav Novák, Tsjechisch componist (overleden 1949)
- 1872 - Harry Pillsbury, Amerikaans schaker (overleden 1906)
- 1881 - Ernest Paul, Frans wielrenner (overleden 1964)
- 1886 - Pieter Oud, Nederlands politicus en geschiedschrijver (overleden 1968)
- 1886 - Rose Wilder Lane, Amerikaans schrijfster, de dochter van de schrijfster Laura Ingalls Wilder (overleden 1968)
- 1890 - Fritz Lang, Oostenrijks-Amerikaans filmregisseur (overleden 1976)
- 1893 - Concepción Palacios Herrera, Nicaraguaans arts en activist (overleden 1981)
- 1893 - Jules Strens, Belgisch componist (overleden 1971)
- 1894 - Charles Swart, Zuid-Afrikaans politicus (overleden 1982)
- 1896 - Carl Ferdinand Cori, Amerikaans-Oostenrijks biochemicus (overleden 1984)
- 1899 - Thomas Beck, Noors componist (overleden 1963)
- 1901 - Walt Disney, Amerikaans filmproducent (overleden 1966)
- 1901 - Werner Heisenberg, Duits wis- en natuurkundige (overleden 1976)
- 1902 - Strom Thurmond, Amerikaans politicus (overleden 2003)
- 1903 - Johannes Heesters, Nederlands acteur en operettezanger (overleden 2011)
- 1903 - Jan Keessen, Nederlands violist (overleden 1992)
- 1903 - Cecil Powell, Brits natuurkundige en Nobelprijswinnaar (overleden 1969)
- 1905 - Otto Preminger, Oostenrijks-Amerikaans filmregisseur (overleden 1986)
- 1908 - Louis Versyp, Belgisch voetballer en voetbalcoach (overleden 1988)
- 1909 - Bobbie Heine-Miller, Zuid-Afrikaans tennisspeelster (overleden 2016)
- 1910 - Michail Semitsjastni, Sovjet voetballer (overleden 1978)
- 1911 - Władysław Szpilman, Pools pianist en componist (overleden 2000)
- 1916 - Veronika Doedarova, Russisch dirigente (overleden 2009)
- 1916 - Ans van der Werf-Terpstra, Nederlands politica (overleden 2011)
- 1917 - Ken Downing, Brits autocoureur (overleden 2004)
- 1919 - Hennes Weisweiler, Duits voetballer en coach (overleden 1983)
- 1921 - Charles Bartelings, Nederlands verzetsstrijder, Engelandvaarder en militair (overleden 2019)
- 1921 - Peter Hansen, Amerikaans acteur (overleden 2017)
- 1922 - Benjamin Creme, Schots esotericus, kunstschilder, auteur, internationaal spreker (overleden 2016)
- 1923 - Cyriel Van Gent, Belgisch acteur (overleden 1997)
- 1925 - Anastasio Somoza Debayle, Nicaraguaans politicus (overleden 1980)
- 1927 - Bhumibol Adulyadej, Thais koning (overleden 2016)
- 1927 - Johan Bruinsma, Nederlands hoogleraar plantenfysiologie (overleden 2017)
- 1927 - Óscar Míguez, Uruguayaans voetballer (overleden 2006)
- 1927 - Erich Probst, Oostenrijks voetballer (overleden 1988)
- 1928 - Fulvio Cerofolini, Italiaans politicus (overleden 2011)
- 1928 - Coen Oort, Nederlands econoom en topambtenaar (overleden 2007)
- 1928 - Gonzalo Parra-Aranguren, Venezolaans hoogleraar en rechter (overleden 2016)
- 1930 - Yi-fu Tuan, Chinees-Amerikaans geograaf (overleden 2022)
- 1930 - Roger Vonlanthen, Zwitsers voetballer en voetbalcoach (overleden 2020)
- 1932 - Sheldon Glashow, Amerikaans natuurkundige
- 1932 - Jim Hurtubise, Amerikaans autocoureur (overleden 1989)
- 1932 - Little Richard, Amerikaans zanger en pianist (overleden 2020)
- 1933 - Bernard van Beurden, Nederlands componist en muziekpedagoog (overleden 2016)
- 1933 - Wouter Buikhuisen, Nederlands criminoloog (overleden 2025)
- 1933 - Adolph Caesar, Amerikaans acteur (overleden 1986)
- 1934 - Joan Didion, Amerikaans auteur (overleden 2021)
- 1934 - Eberhard Jüngel, Duits luthers theoloog (overleden 2021)
- 1936 - John Erwin, Amerikaans (stem)acteur (overleden 2024)
- 1938 - J.J. Cale, Amerikaans zanger (overleden 2013)
- 1938 - Chris Lomme, Belgisch actrice
- 1939 - Ricardo Bofill, Spaans architect (overleden 2022)
- 1940 - Michel Melchior, Belgisch rechter (overleden 2016)
- 1940 - Paolo Pillitteri, Italiaans politicus en burgemeester (overleden 2024)
- 1940 - Peter Pohl, Zweeds kinderboekenschrijver
- 1941 - Heleen Levano, Nederlands beeldhouwer en medailleur
- 1942 - Hezahiah Nyamau, Keniaans atleet
- 1942 - Daniel Revenu, Frans schermer (overleden 2024)
- 1943 - Jim Marrs, Amerikaans journalist, docent en auteur (overleden 2017)
- 1944 - Jeroen Krabbé, Nederlands acteur
- 1945 - Geoff Emerick, Engels geluidstechnicus (overleden 2018)
- 1946 - José Carreras, Spaans operazanger
- 1946 - Andy Kim, Canadees zanger en componist (The Archies)
- 1946 - Sarel van der Merwe, Zuid-Afrikaans autocoureur en rallyrijder
- 1947 - Jim Messina, Amerikaans musicus en producer
- 1951 - Morgan Brittany, Amerikaans actrice
- 1951 - Anne-Mie Van Kerckhoven, Belgisch kunstenares
- 1951 - Harriette Verwey, Surinaams-Nederlands cardiologe
- 1952 - Günther Förg, Duits schilder, beeldhouwer en fotograaf (overleden 2013)
- 1953 - Fred Goessens, Nederlands acteur
- 1954 - Hanif Kureishi, Brits (toneel)schrijver en filmer
- 1955 - Aart Terpstra, Nederlands cabaretier
- 1955 - Marianne Weber, Nederlands zangeres
- 1956 - Klaus Allofs, Duits voetballer
- 1956 - Samson Chan, Hongkongs autocoureur
- 1958 - Erik Zwezerijnen, Nederlands kunstenaar
- 1958 - Henri Egging, Nederlands priester
- 1959 - Errol Esajas, Surinaams atleet en Nederlands atletiekcoach
- 1960 - Frans Adelaar, Nederlands voetbaltrainer
- 1961 - Maria De Filippi, Italiaans tv-presentatrice
- 1962 - Bruno Cenghialta, Italiaans wielrenner en wielerploegleider
- 1962 - Edi Orioli, Italiaans motor- en autorallycoureur
- 1962 - Fred Rutten, Nederlands voetbaltrainer
- 1962 - Arnold Scholten, Nederlands voetballer
- 1963 - Eddie Edwards, Engels skischansspringer
- 1964 - Pablo Morales, Amerikaans zwemmer
- 1965 - John Rzeznik, Amerikaans zanger, gitarist en liedjesschrijver
- 1966 - Brigitte Derks, Nederlands actrice en choreografe
- 1966 - Patricia Kaas, Frans zangeres
- 1966 - Patrick Ouchène, Belgisch rockabilly zanger
- 1966 - Evelyn Wever-Croes, Arubaans politica
- 1967 - Knez, Montenegrijns zanger
- 1967 - Viesturs Meijers, Letlands schaker (overleden 2024)
- 1967 - Miguel Bejarano Moreno, Spaans beeldhouwer
- 1967 - René Shuman, Nederlands zanger
- 1967 - Bogdan Stelea, Roemeens voetballer
- 1968 - Margaret Cho, Amerikaans comédienne en actrice
- 1968 - Robin de Raaff, Nederlands componist
- 1968 - José Luis Sierra, Chileens voetballer en voetbalcoach
- 1969 - Alex Kapp Horner, Amerikaans actrice
- 1970 - Dorota Gruca, Pools atlete
- 1971 - Kali Rocha, Amerikaans actrice
- 1974 - Christelle Daunay, Frans atlete
- 1975 - Peter Hyballa, Duits voetbaltrainer
- 1975 - Aleksander Knavs, Sloveens voetballer
- 1975 - Sofi Marinova, Bulgaars zangeres
- 1975 - Ronnie O'Sullivan, Engels snookerspeler
- 1975 - Paula Patton, Amerikaans actrice
- 1976 - Amy Acker, Amerikaans actrice
- 1976 - Rachel Komisarz, Amerikaans zwemster
- 1977 - Jenne Decleir, Belgisch acteur en zanger
- 1977 - Michael Patrick Kelly, Iers-Amerikaans zanger, artiest en componist
- 1977 - Peter van der Vlag, Nederlands voetbaldoelman
- 1978 - Peter Hlinka, Slowaaks voetballer
- 1978 - Gareth McAuley, Noord-Iers voetballer
- 1978 - Wieke Paulusma, Nederlands politica (D66)
- 1978 - Marcelo Zalayeta, Uruguayaans voetballer
- 1979 - Fredy Barth, Zwitsers autocoureur
- 1979 - Jamal Dibi, Nederlands-Marokkaans voetballer
- 1979 - Matteo Ferrari, Algerijns-Italiaans voetballer
- 1979 - Rustam Kasimdzjanov, Oezbeeks schaker
- 1979 - Gareth McAuley, Noord-Iers voetballer
- 1979 - Nick Stahl, Amerikaans acteur
- 1981 - Adan Canto, Mexicaans acteur (overleden 2024)
- 1982 - Keri Hilson, Amerikaans zangeres
- 1982 - Ján Mucha, Slowaaks voetballer
- 1983 - Lucas Euser, Amerikaans wielrenner
- 1983 - Ville Nousiainen, Fins langlaufer
- 1983 - Annamay Pierse, Canadees zwemster
- 1983 - Joeri Vastmans, Belgisch voetballer
- 1984 - Faouzi Chaouchi, Algerijns voetballer
- 1984 - Abdelkader Ghezzal, Algerijns voetballer
- 1984 - Tom Muyters, Belgisch voetbaldoelman
- 1984 - Chris Solinsky, Amerikaans atleet
- 1985 - André-Pierre Gignac, Frans voetballer
- 1985 - Gianni Meersman, Belgisch wielrenner
- 1985 - Frankie Muniz, Amerikaans autocoureur en acteur
- 1985 - Inge Schrama, Nederlands actrice
- 1985 - Bakary Soro, Ivoriaans voetballer
- 1986 - Javier Aramendia, Spaans wielrenner
- 1986 - Marlijn Binnendijk, Nederlands wielrenster
- 1986 - James Hinchcliffe, Canadees autocoureur
- 1986 - Colin Benders (Kyteman), Nederlands hiphopartiest
- 1986 - Nicolas Marroc, Frans autocoureur
- 1986 - Bernadette Massar, Nederlands paralympisch sportster
- 1986 - Dave Ryding, Brits alpineskiër
- 1987 - Edin Cocalić, Bosnisch voetballer
- 1988 - Ross Bagley, Amerikaans acteur
- 1988 - Joanna Rowsell, Brits baanwielrenster
- 1988 - Manuel Schmiedebach, Duits voetballer
- 1988 - Tsukasa Shiotani, Japans voetballer
- 1988 - Miralem Sulejmani, Servisch voetballer
- 1989 - Pamela Jelimo, Keniaans atlete
- 1989 - Linet Masai, Keniaans atlete
- 1989 - Daryl van Mieghem, Nederlands voetballer
- 1989 - Jean-Marc Mwema, Belgisch basketballer
- 1989 - Thomas Tumler, Zwitsers alpineskiër
- 1990 - Adel Mechaal, Marokkaans-Spaans atleet
- 1990 - Cléber Reis, Braziliaans voetballer
- 1990 - Abel Tamata, Nederlands-Congolees voetballer
- 1991 - Omar Elabdellaoui, Noors voetballer
- 1991 - Renaud Emond, Belgisch voetballer
- 1991 - Jacopo Sala, Italiaans voetballer
- 1991 - Carolin Schäfer, Duits atlete
- 1992 - Kevin Tano, Nederlands voetballer
- 1993 - Ross Barkley, Engels voetballer
- 1993 - Michelle Gisin, Zwitsers alpineskiër
- 1993 - Tibo Van de Velde, Belgisch voetballer
- 1993 - Luciano Vietto, Argentijns voetballer
- 1994 - Ondrej Duda, Slowaaks voetballer
- 1994 - Samir Santos, Braziliaans voetballer
- 1995 - Timothy Castagne, Belgisch voetballer
- 1995 - Nico Jamin, Frans autocoureur
- 1995 - Anthony Martial, Frans voetballer
- 1995 - Kaetlyn Osmond, Canadees kunstschaatsster
- 1995 - Alexander Sørloth, Noors voetballer
- 1997 - Dwight St. Hillaire, atleet uit Trinidad en Tobago
- 1998 - Randal Kolo Muani, Frans-Congolees voetballer
- 2000 - Luka Cruysberghs, Belgisch zangeres
- 2002 - Raúl Moro, Spaans voetballer

## Overleden

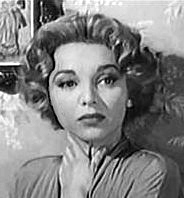
Beverly Garland
overleden in 2008

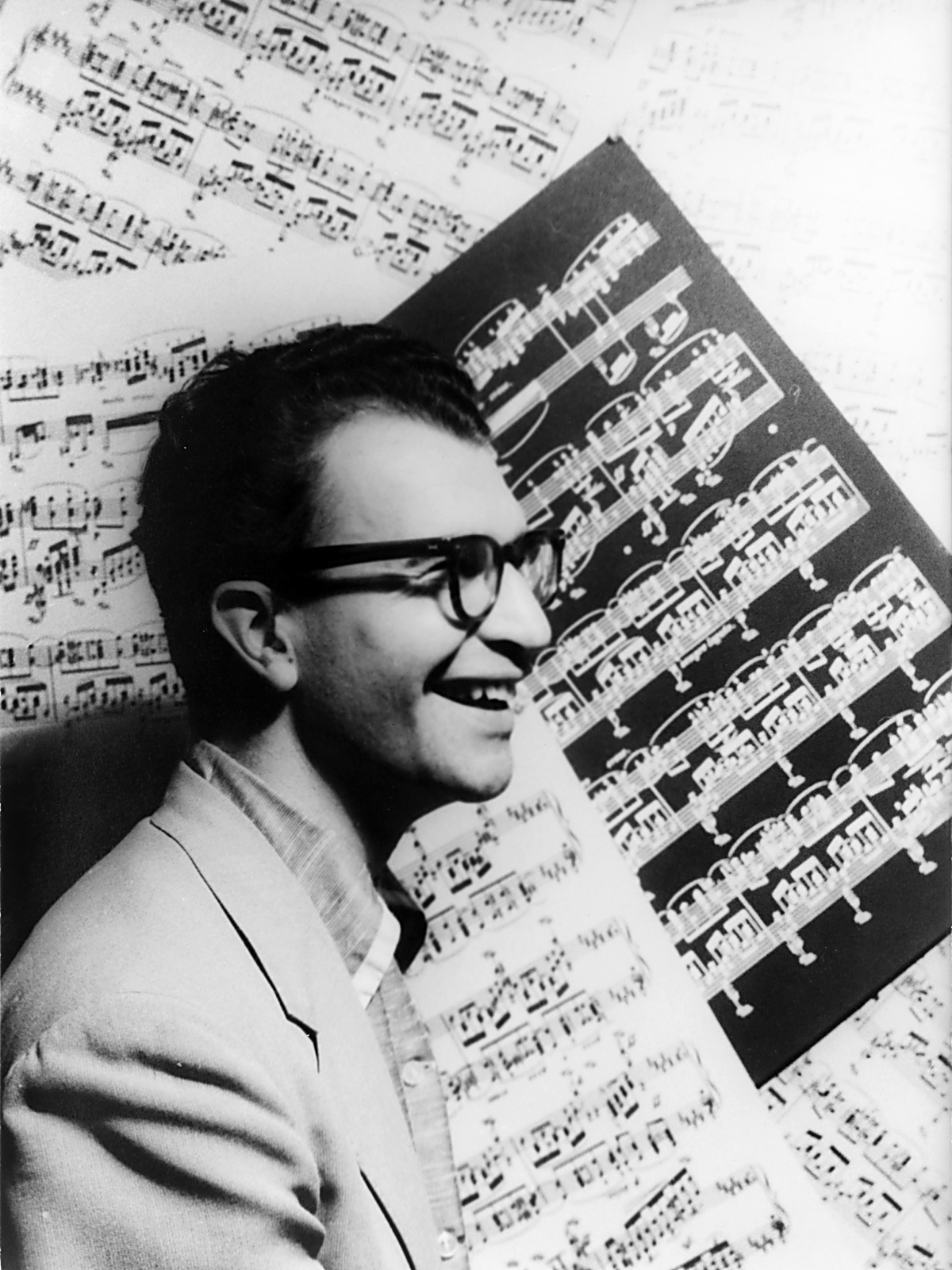
Dave Brubeck
overleden in 2012

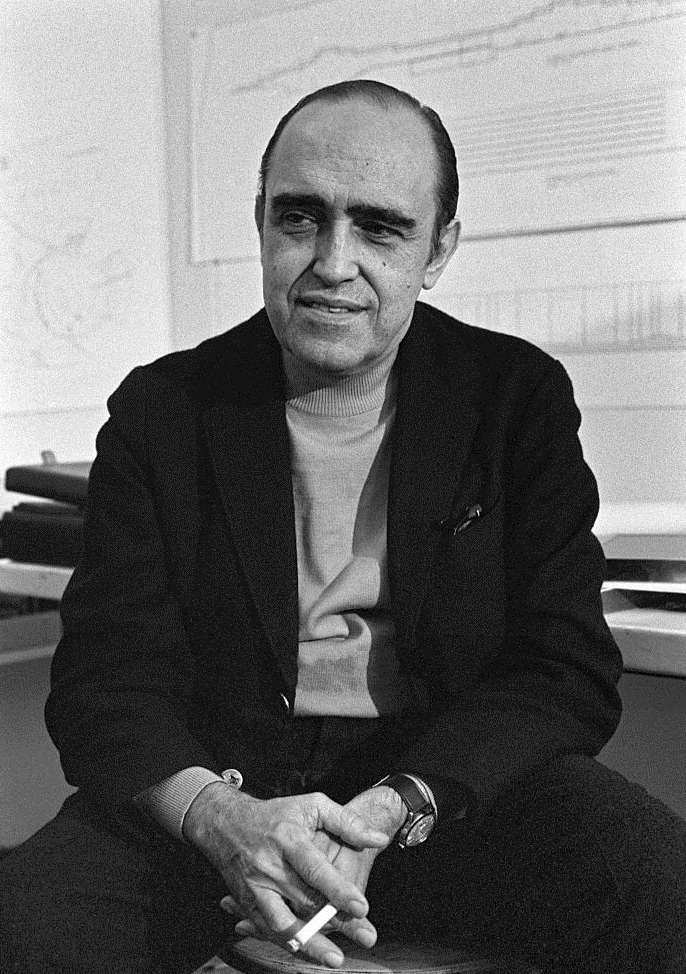
Oscar Niemeyer
overleden in 2012

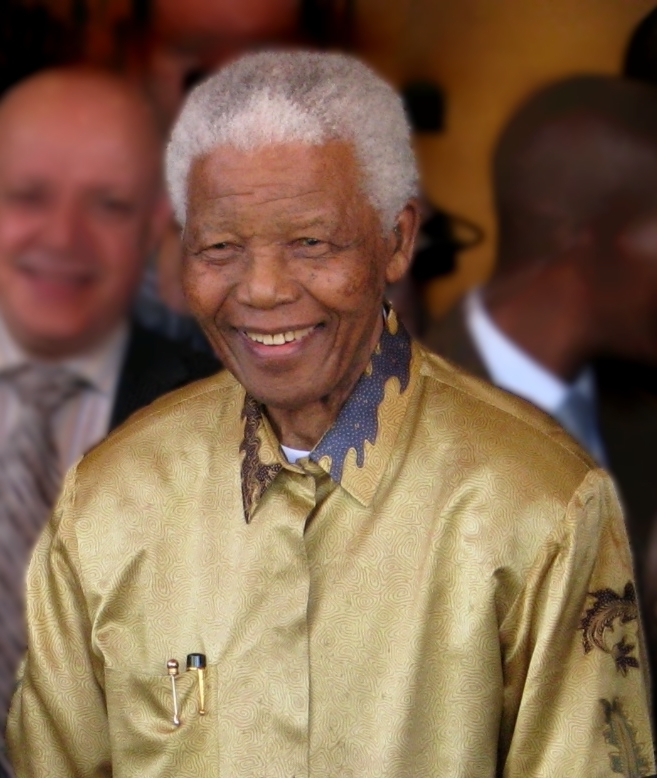
Nelson Mandela
overleden in 2013

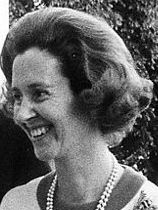
Koningin Fabiola Mora y Aragón
overleden in 2014

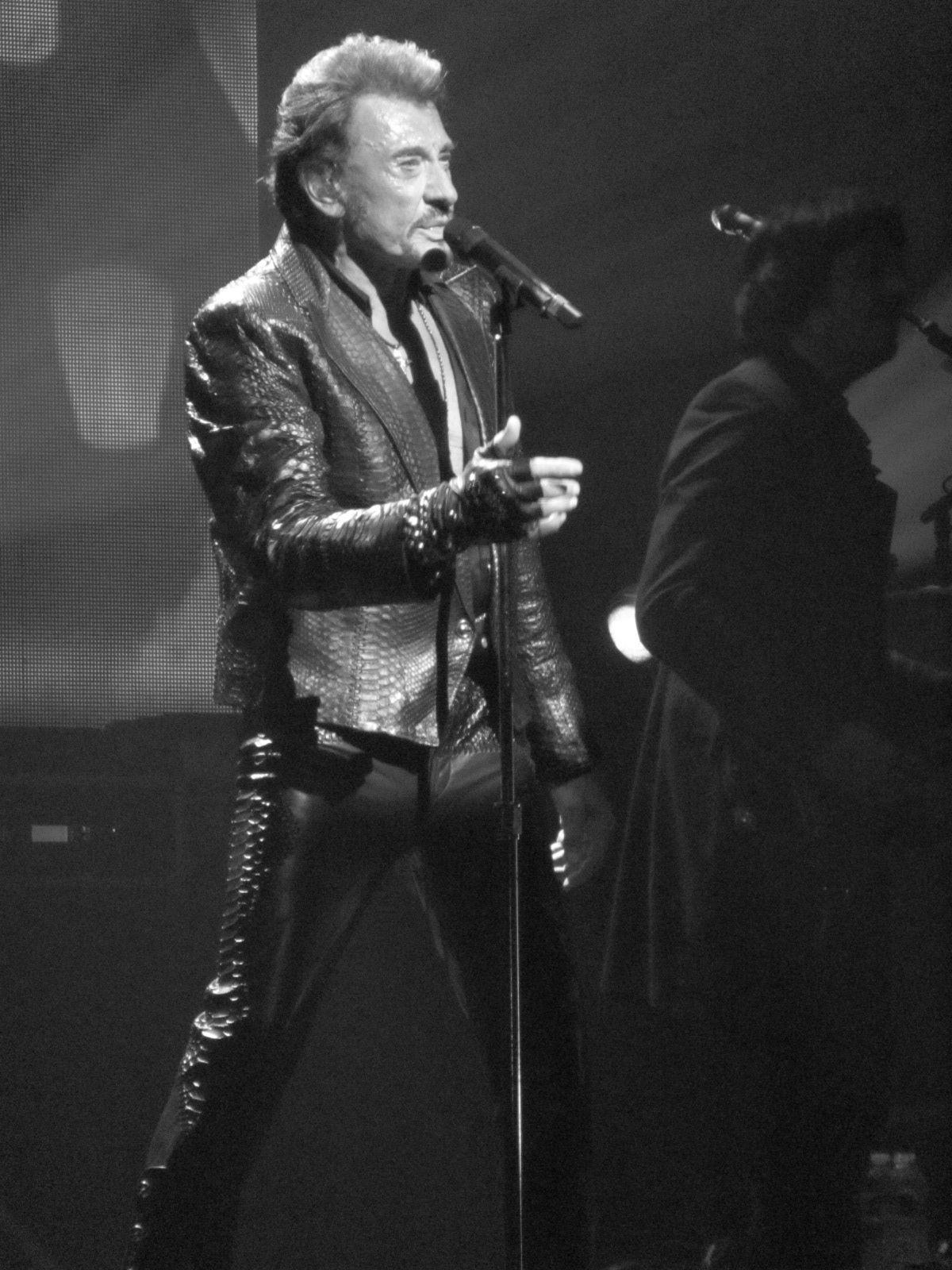
Johnny Hallyday
overleden in 2017

- 1244 - Johanna van Constantinopel (44), gravin van Vlaanderen en Henegouwen
- 1355 - Jan III van Brabant (55), hertog van Brabant
- 1560 - Frans II (16), koning van Frankrijk
- 1624 - Gaspard Bauhin (64), Zweeds botanicus
- 1640 - John Atherton (42), bisschop en eerste ter dood veroordeelde onder de Buggery Law die hij zelf in Ierland hielp invoeren
- 1791 - Wolfgang Amadeus Mozart (35), Oostenrijks componist
- 1870 - Alexandre Dumas père (68), Frans schrijver
- 1877 - Edmond de Vinck de Wesel (72), Belgisch politicus
- 1886 - Petrus Hofstede de Groot (84), Nederlands theoloog
- 1891 - Peter II van Brazilië (66), keizer van Brazilië
- 1916 - Augusta van Cambridge (94), groothertogin van Mecklenburg-Strelitz
- 1916 - Hans Richter (73), Hongaars dirigent
- 1926 - Claude Monet (86), Frans impressionistisch schilder
- 1927 - Fjodor Sologoeb (64), Russisch schrijver
- 1935 - Frans Erens (78), Nederlands prozaschrijver en criticus
- 1940 - Jan Kubelík (60), Tsjechisch violist en componist
- 1957 - Maurice Peeters (75), Nederlands wielrenner
- 1957 - Willi Zincke (71), Duits voetballer
- 1960 - Juan Arellano (72), Filipijns architect
- 1960 - André Rossignol (70), Frans autocoureur
- 1963 - Karl Amadeus Hartmann (58), Duits componist
- 1966 - Sylvère Maes (57), Belgisch wielrenner
- 1969 - Alice van Battenberg (84), Grieks prinses
- 1969 - Garrett Gilmore (74), Amerikaans roeier
- 1977 - David Bruce (79), Amerikaans diplomaat
- 1979 - Jesse Pearson (49), Amerikaans acteur
- 1980 - Gerrit Keizer (70), Nederlands voetballer
- 1982 - Wim Jongbloed (52), Nederlands jazzpianist en muziekarrangeur
- 1983 - Peter Lohr (50), Nederlands cabaretier en theaterdirecteur
- 1986 - Jim King (31), Amerikaans pornoacteur
- 1991 - Richard Speck (49), Amerikaans moordenaar
- 1991 - Aad Mansveld (47), Nederlands voetballer van ADO Den Haag
- 1993 - Arthur Staal (86), Nederlands architect
- 1998 - Emiel Rogiers (75), Belgisch wielrenner
- 1999 - Claude Ballot-Léna (63), Frans autocoureur
- 2000 - Frits Hotz (78), Nederlands schrijver
- 2002 - Einar Skinnarland (84), Noors verzetsstrijder, SOE-agent en waterbouwkundige
- 2003 - Jack Keller (60), Amerikaans pokerspeler
- 2005 - Frits Philips (100), Nederlands ondernemer
- 2005 - Ben Tijnagel (41), Nederlands ijshockeyer
- 2005 - Maurits Wynants (61), Belgisch historicus
- 2006 - Gernot Jurtin (51), Oostenrijks voetballer
- 2007 - Foekje Dillema (81), Nederlands atlete
- 2007 - Karlheinz Stockhausen (79), Duits componist
- 2007 - John Winter (83), Australisch atleet
- 2008 - Aleksi II van Moskou (79), patriarch van Moskou en Rusland
- 2008 - George Brecht (82), Amerikaans kunstenaar
- 2008 - Constantin Ticu Dumitrescu (80), Roemeens politicus
- 2008 - Nina Foch (84), Nederlands-Amerikaans actrice
- 2008 - Beverly Garland (82), Amerikaans actrice
- 2008 - Anca Parghel (51), Roemeens zangeres
- 2008 - Shuichi Kato (89), Japans cultuur- en literatuurwetenschapper
- 2009 - Jack Rose (38), Amerikaans gitarist
- 2010 - Alan Armer (88), Amerikaans televisieproducer en -regisseur
- 2010 - Sjamil Boerzijev (25), Russisch voetballer
- 2010 - Guillaume Marquet (88), Belgisch atleet
- 2010 - Don Meredith (72), Amerikaans sportverslaggever, acteur en American-footballspeler
- 2010 - John Leslie (65), Amerikaans pornoacteur
- 2011 - Peter Gethin (71), Brits autocoureur
- 2011 - Gennadi Logofet (69), Russisch voetballer
- 2011 - Els Ingeborg Smits (67), Nederlands actrice
- 2011 - Violetta Villas (73), Pools zangeres
- 2012 - Dave Brubeck (91), Amerikaans jazzpianist en -componist
- 2012 - Wilhelmus Demarteau (95), Nederlands geestelijke en bisschop
- 2012 - Ignatius IV van Antiochië (91), Syrisch Grieks-orthodox patriarch
- 2012 - Yves Niaré (35), Frans atleet
- 2012 - Oscar Niemeyer (104), Braziliaans architect
- 2012 - Doug Smith (75), Schots voetballer
- 2013 - Günther Förg (61), Duits schilder, beeldhouwer en fotograaf
- 2013 - Barry Jackson (75), Brits acteur
- 2013 - Nelson Mandela (95), Zuid-Afrikaans anti-apartheidsstrijder, president en winnaar van de Nobelprijs voor de Vrede
- 2013 - Colin Wilson (82), Brits schrijver
- 2014 - Fabiola Mora y Aragón (86), koningin van België
- 2014 - Kees Vlak (76), Nederlands componist en trompettist
- 2014 - Silvio Zavala (105), Mexicaans historicus en ambassadeur
- 2016 - Gerben Abma (84), Nederlands historicus en schrijver
- 2016 - Big Syke (48), Amerikaans rapper
- 2016 - Jayalalithaa (68), Indiaas actrice en politica
- 2016 - Kristin Rohde (52), Amerikaans actrice
- 2017 - Michel Dighneef (81), Belgisch voetballer en politicus
- 2017 - Johnny Hallyday (74), Frans zanger
- 2017 - Michaël I van Roemenië (96), koning van Roemenië
- 2017 - Jean d'Ormesson (92), Frans schrijver, journalist en filosoof
- 2018 - Dynamite Kid (Thomas Billington) (60), Brits showworstelaar
- 2018 - Thor Hansen (71), Noors pokerspeler
- 2018 - José Tarciso de Souza (67), Braziliaans voetballer
- 2019 - Pietro Brollo (86), Italiaans aartsbisschop
- 2020 - Peter Alliss (89), Brits golfspeler, televisiepresentator en commentator
- 2020 - Viktor Ponedelnik (83), Sovjet-Russisch voetballer en voetbaltrainer
- 2020 - Dolf de Vries (83), Nederlands acteur en auteur
- 2021 - Bob Dole (98), Amerikaans politicus
- 2021 - John Miles (72), Brits muzikant
- 2022 - Kirstie Alley (71), Amerikaans actrice
- 2022 - Claude C. Krijgelmans (88), Belgisch schrijver en schilder
- 2022 - Jim Stewart (92), Amerikaans muziekproducent en platenbaas
- 2023 - Lils Mackintosh (68), Nederlands jazz- en blueszangeres, componiste, actrice
- 2023 - Denny Laine (79), Brits zanger en musicus
- 2023 - Henna Playfair (70), Surinaams-Nederlands verloskundige
- 2024 - Thom Christopher (84), Amerikaans acteur
- 2024 - Frederik Finisie (66), Surinaams politicus
- 2024 - Paolo Pillitteri (84), Italiaans politicus en burgemeester

## Viering/herdenking

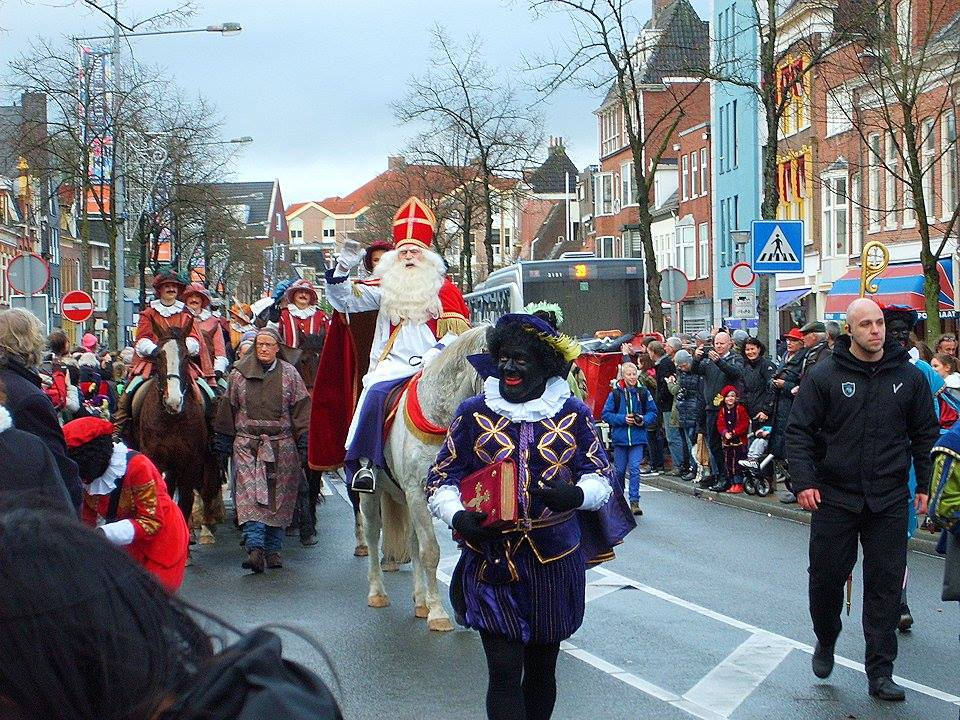
Intocht van Sinterklaas in Groningen in 2015

Nationale Feestdag Thailand

- Uit de vroege Romeinse tijd is op deze dag in de omgeving van Mandela (midden Italië) een volksfeest overgeleverd, de Faunalia, ter ere van de bosgod Faunus (= Silvus).[18]
- Nederland: St.Nicolaasfeest of "pakjesavond" is een kinderfeest waarmee men de verjaardag van Sint Nicolaas, een bisschop uit Myra, wordt gevierd. St. Nicolaas was volgens de overlevering een groot kindervriend en beschermheilige van de zeevaart. Het feest wordt in de avond (de vooravond) gevierd, maar in het zuiden van Nederland en in België ook wel in de ochtend van 6 december. Hoewel er vaak over de verjaardag van Sinterklaas gesproken wordt is dit niet juist. Sint Nicolaas is overleden op 6 december in het jaar 342. Bij heiligen wordt altijd de sterfdag gevierd omdat dit de dag is van hun wedergeboorte.
- Schiermonnikoog: Klozum
- Klausjagen
- Internationale vrijwilligersdag voor sociale en economische ontwikkeling
- Nationale feestdag en Vaderdag in Thailand
- Rooms-katholieke kalender:
  - Heilige Sab(b)as (van Jeruzalem) († 532)
  - Heilige Crispina van Tebessa († 304)
  - Heilige Dalmatius (van Pavia) († 304)
  - Heilige Geraldus van Braga († 1109)
  - Heilige Nicetius van Trier († c. 566)
  - Zalige Niels Stensen († 302)
  - Johanna van Constantinopel († 1244)

## Weerextremen

### Nederland
| | Officiële records | Officiële records | Officiële records |      | Landelijke records | Landelijke records | Landelijke records |
| Gebeurtenis | Jaar              | Extreem           | Locatie           | Jaar | Extreem            | Locatie            |                    |
| --- | ----------------- | ----------------- | ----------------- | ---- | ------------------ | ------------------ | ------------------ |
| Laagste etmaalgemiddelde temperatuur (°C) | 1925              | −10,7             | De Bilt           |      | 1925               | −12,2              | Eelde              |
| Hoogste etmaalgemiddelde temperatuur (°C) | 2006              | 12,9              | De Bilt           |      | 2006               | 13,6               | Ell                |
| Laagste minimumtemperatuur (°C) | 1921              | −16,2             | De Bilt           |      | 1925               | −16,2              | De Bilt            |
| Hoogste minimumtemperatuur (°C) | 2006              | 10,8              | De Bilt           |      | 2006               | 11,4               | Vlieland           |
| Laagste maximumtemperatuur (°C) | 1925              | −5,3              | De Bilt           |      | 1925               | −7,8               | Eelde              |
| Hoogste maximumtemperatuur (°C) | 2006              | 15,0              | De Bilt           |      | 2006               | 16,0               | Ell                |
| Hoogste uurgemiddelde windsnelheid (m/s) | 1914-1915, 1931   | 15,9              | De Bilt           |      | 1914               | 25,2               | Vlissingen         |
| Hoogste windstoot (m/s) | 1961              | 27,3              | De Bilt           |      | 2013               | 38,0               | Stavoren           |
| Langste zonneschijnduur (uur) | 1977              | 6,9               | De Bilt           |      | 1990               | 7,3                | Twenthe            |
| Langste neerslagduur (uur) | 1937              | 12,2              | De Bilt           |      | 2022               | 18,7               | Maastricht         |
| Hoogste etmaalsom van de neerslag (mm) | 1965              | 18,3              | De Bilt           |      | 1998               | 21,6               | Vlissingen         |
| Laagste etmaalgemiddelde relatieve vochtigheid (%) | 1995              | 68                | De Bilt           |      | 1962               | 60                 | Maastricht         |
| Laagste uurwaarde luchtdruk op zeeniveau (hPa) | 1965              | 974,9             | De Bilt           |      | 1965               | 972,6              | Eelde              |
| Hoogste uurwaarde luchtdruk op zeeniveau (hPa) | 1925              | 1039,9            | De Bilt           |      | 1925               | 1040,8             | Maastricht         |
| Officiële records worden altijd gemeten op het KNMI-weerstation in De Bilt. Landelijke records kunnen worden gemeten op elk officieel KNMI-weerstation in Nederland. |                   |                   |                   |      |                    |                    |                    |

Uitzonderlijke gebeurtenissen
- 1921 - Officieel laagste minimumtemperatuur in °C van het jaar gemeten in De Bilt: −16,2
- 1925 - Officieel laagste minimumtemperatuur in °C van het jaar gemeten in De Bilt: −15,3
- 2006 - Officieel hoogste minimumtemperatuur in °C van december dit jaar gemeten in De Bilt: 10,8
- 2006 - Laatste officiële zachte dag van het jaar (maximumtemperatuur ≥ 15 °C in De Bilt)
- 2006 - Laatste landelijke zachte dag van het jaar gemeten in Arcen, De Bilt, Eindhoven, Ell, Gilze-Rijen, Hupsel, Maastricht, Soesterberg, Twenthe, Volkel, Westdorpe en Woensdrecht (maximumtemperatuur ≥ 15 °C op een officieel weerstation)
- 2007 - Officieel hoogste minimumtemperatuur in °C van december dit jaar gemeten in De Bilt: 9,8
- 2016 - Officieel laagste minimumtemperatuur in °C van december dit jaar gemeten in De Bilt: −6,9
- 2020 - Officieel laagste minimumtemperatuur in °C van december dit jaar gemeten in De Bilt: −3,0

### België
Dagrecords
- 1902 - Laagste etmaalgemiddelde temperatuur −8,5 °C
- 1891 en 1985 - Hoogste etmaalgemiddelde temperatuur 12,8 °C
- 1921 - Laagste minimumtemperatuur −12 °C
- 2006 - Hoogste maximumtemperatuur 15,3 °C
- 1982 - Hoogste etmaalsom van de neerslag 17,6 mm

Uitzonderlijke gebeurtenissen
- 1925 - In Leopoldsburg daalt de minimumtemperatuur tot –16,8 °C
- 1985 - Maximumtemperatuur tot 15,3 °C in Sint-Katelijne-Waver
- 2006 - In Koersel (Beringen) loopt de maximumtemperatuur op tot 17,1 °C
- 2013 - De zogeheten "Sinterklaasstorm" trekt over het land. In Beitem (Roeselare) worden windstoten van 97 km/u gemeten

<< · 1 · 2 · 3 · 4 · 5 · 6 · 7 · 8 · 9 · 10 · 11 · 12 · 13 · 14 · 15 · 16 · 17 · 18 · 19 · 20 · 21 · 22 · 23 · 24 · 25 · 26 · 27 · 28 · 29 · 30 · 31 · >>